# Can't Forget: A Souvenir of the Grand Tour
Can't Forget: A Souvenir of the Grand Tour è un album dal vivo del cantautore canadese Leonard Cohen, pubblicato nel 2016.

## Tracce
Tutti i brani sono stati scritti da Leonard Cohen, eccetto dove indicato.
1. Field Commander Cohen – 4:24
2. I Can't Forget – 4:17
3. Light as the Breeze – 6:33
4. La Manic (Georges Dor) – 4:14
5. Night Comes On – 5:55
6. Never Gave Nobody Trouble – 4:51
7. Joan of Arc – 6:30
8. Got a Little Secret – 4:35
9. Choices (Mike Curtis, Billy Yates) – 3:31
10. Stages – 3:42